# Đuro Hranić
Đuro Hranić (Vinkovce, 1961. március 20. –) katolikus pap, a Diakovár-Eszéki főegyházmegye metropolita érseke.